# Strange behaviour (Karnataka)

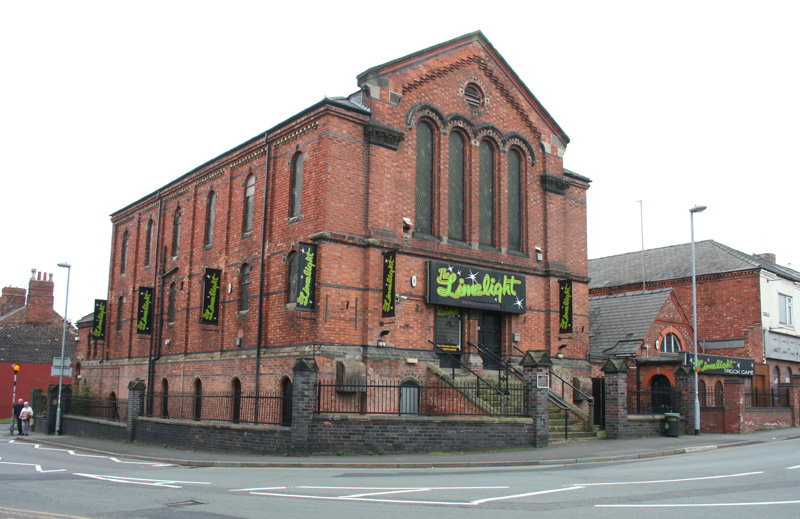
Limelight, Crewe (2012)

Strange behaviour is een livealbum van Karnataka. De recensies van het studioalbum Delicate flame of desire waren gunstig en zo kon Karnataka op tournee, waarbij de band ook de Verenigde Staten aandeed. Gedurende de maand november 2003 werden daarvan opnamen gemaakt, die op dit livealbum terechtkwamen. Eerdere opnamen verschenen op dvd, maar van deze tournee verscheen alleen een compact disc. Bij de opnamen gemaakt in The Limelight Club in Crewe vielen de goede zangstemmen van en de zangduetten tussen de zangeressen positief op. Op het livealbum staan ook al enkele nieuwe nummers, die zouden verschijnen op het volgende studioalbum.
De band dook na het verschijnen van het album de geluidsstudio in om aan een nieuw studioalbum te werken, echter al snel verscheen het bericht dat Karnakata uiteen viel. De ene helft ging verder als Panic Room, de andere probeerde het als Chasing the Monsoon met No ordinary world. Die laatste band kondigde al vrij vlot een album aan, maar in 2010 was dat nog niet verschenen, de leden vormden een soort Karnataka II. Deze was echter geen lang leven beschoren, na hun eerste album werd het opnieuw stil rond Karnataka.  

## Musici
- Rachel Jones – zang, percussie
- Ian Jones – basgitaar, akoestische gitaar, baspedalen
- Jonathan Edwards – toetsinstrumenten
- Anne-Marie Helder – zang, dwarsfluit, percussie
- Paul Davies – gitaar, zang
- Gavin John Griffiths – slagwerk, percussie

## Muziek
| Nr. | Titel                                         | Duur |
| --- | --------------------------------------------- | ---- |
| 1.  | Intro tot Karnataka                           | 0:53 |
| 2.  | Time stands still                             | 5:53 |
| 3.  | After the rain                                | 7:22 |
| 4.  | Crazy                                         | 6:01 |
| 5.  | Dreamer                                       | 3:13 |
| 6.  | Heaven can wait                               | 4:54 |
| 7.  | The right time                                | 7:57 |
| 8.  | I should have known                           | 6:22 |
| 9.  | Delicate flame of desire                      | 7:28 |
| 10. | Naamloos (niet verschenen op een studioalbum) | 5:18 |
| 11. | The storm                                     | 6:58 |

| Nr. | Titel                                                          | Duur  |
| --- | -------------------------------------------------------------- | ----- |
| 1.  | Must be the devil                                              | 4:48  |
| 2.  | Strange behaviour                                              | 5:42  |
| 3.  | Everything must change                                         | 5:03  |
| 4.  | Talk to me (niet verschenen op studioalbums)                   | 8:54  |
| 5.  | The journey                                                    | 8:01  |
| 6.  | Tell me why                                                    | 4:53  |
| 7.  | Heart of stone                                                 | 10:23 |
| 8.  | Out of reach (waarin tevens Run to you (5:45) en Shine (5:00)) | 23:00 |